# Британская олимпийская ассоциация
Британская олимпийская ассоциация (англ. British Olympic Association) — организация, представляющая Великобританию в международном олимпийском движении. Основана и зарегистрирована в МОК в 1905 году.
Штаб-квартира расположена в Лондоне. Является членом МОК, ЕОК и других международных спортивных организаций. Осуществляет деятельность по развитию спорта в Великобритании.

## Олимпийские игры в Великобритании
Великобритания была трижды удостоена права проведения летней Олимпиады, все три заявки были на город Лондон: Игры состоялись в 1908, в 1948 и в 2012 году.